# Moosbach (Felső-Ausztria)
Moosbach osztrák község Felső-Ausztria Braunau am Inn-i járásában. 2019 januárjában 1051 lakosa volt. 

## Elhelyezkedése

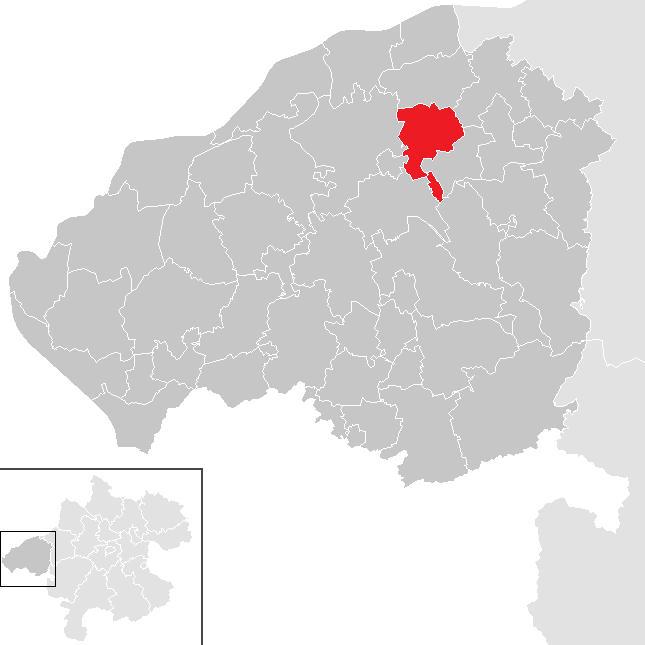
Moosbach a Braunau am Inn-i járásban

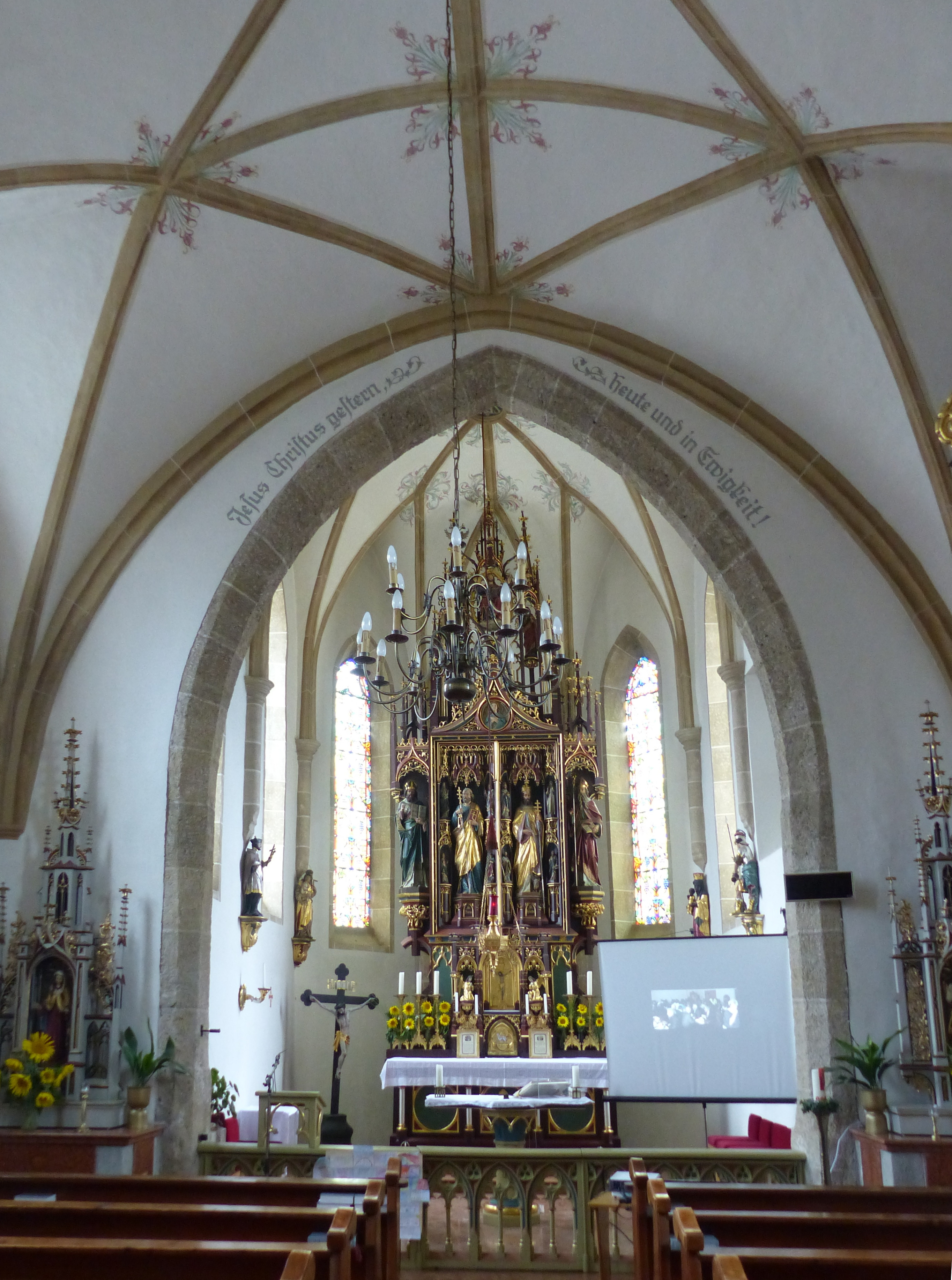
A templom belső tere

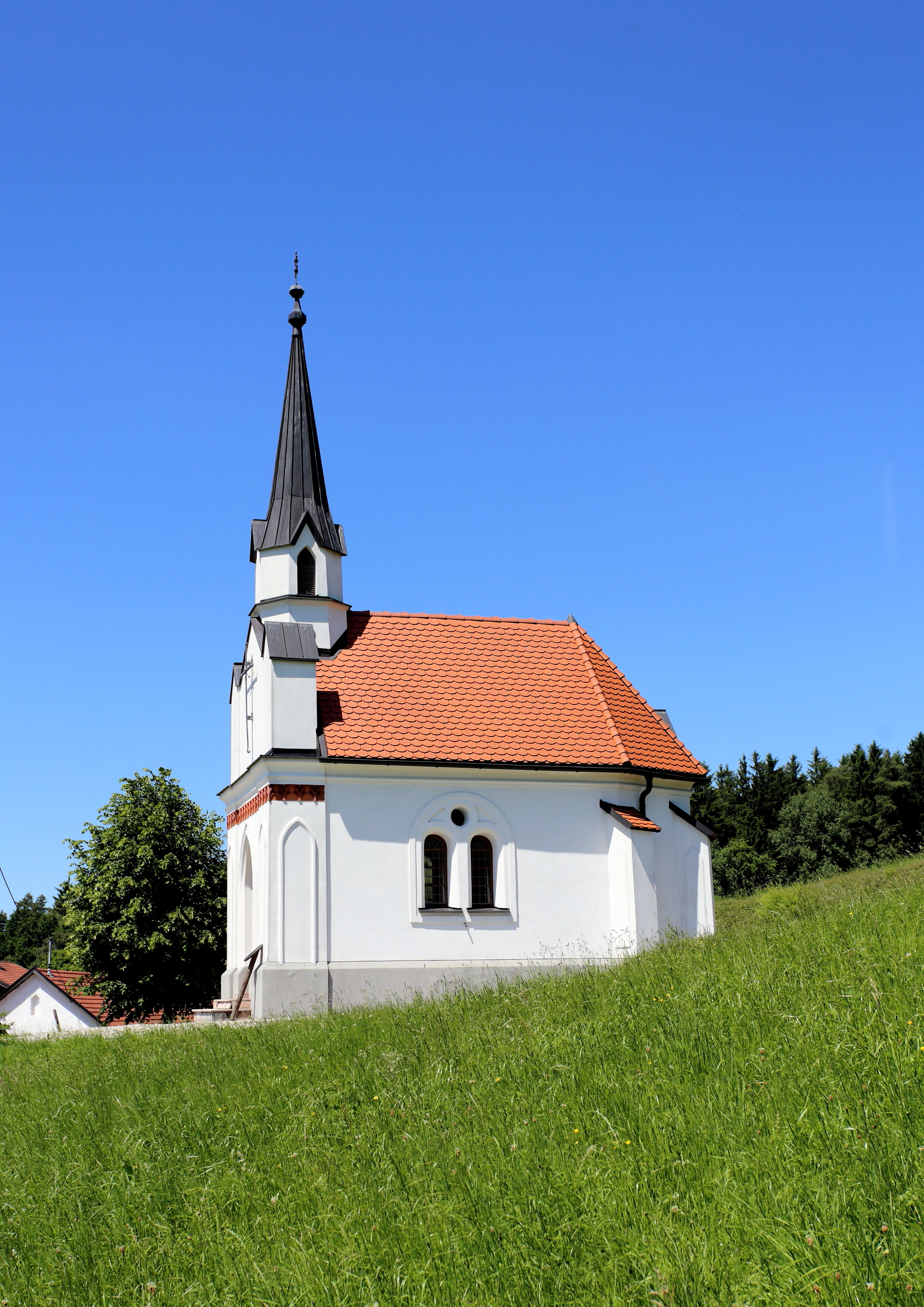
A Thalleidl-kápolna

Moosbach Felső-Ausztria Innviertel régiójában fekszik a Moosbach folyó mentén, az Innvierteli-dombság nyugati részén, az északi Inn-völgy, a nyugati Mattig-völgy és a déli Kobernaußerwald erdeje között. Az önkormányzat 16 településrészt és falut egyesít: Bäckenberg (38 lakos 2018-ban), Dietraching (70), Grubedt (38), Hainschwang (18), Hufnagl (27), Hunding (19), Matzelsberg (70), Moosbach (161), Reisach (20), Reisedt (64), Schacha (62), Spraidt (78), Steingassen (2), Waasen (346), Wimholz (5) és Winden (24).
A környező önkormányzatok: északra Weng im Innkreis, északkeletre Altheim, délkeletre Treubach, délre Maria Schmolln, délnyugatra Helpfau-Uttendorf és Mauerkirchen, északnyugatra Burgkirchen.   

## Története
Moosbach először a ranshofeni apátság egyik oklevele említi 1070-ben. A salzburgi érsekség egyik dokumentuma megemlíti a falu papját, aki ekkor a passaui püspöknek volt alárendelve. Az egyházközséghez tartozott ekkor Weng és Mining, amelyek csak II. József egyházreformja után lettek önállóak a 18. században. 
Moosbach alapításától kezdve Bajorországhoz tartozott, de 1779-ben a bajor örökösödési háborút lezáró tescheni béke következtében az egész Innviertel átkerült Ausztriához. A napóleoni háborúk során néhány évre visszakerült a franciabarát Bajorországhoz, de 1814-ben Ausztria visszaszerezte a területet.
1938-ban Ausztria csatlakozott a Német Birodalomhoz; Moosbachot az Oberdonaui gauba sorolták be, majd a második világháború után visszakerült Felső-Ausztriához. 

## Lakosság
A moosbachi önkormányzat területén 2019 januárjában 1051 fő élt. A lakosságszám 1981 óta gyarapodó tendenciát mutat. 2016-ban a helybeliek 91,9%-a volt osztrák állampolgár; a külföldiek közül 2,1% a régi (2004 előtti), 5,4% az új EU-tagállamokból érkezett. 2001-ben a lakosok 89%-a római katolikusnak, 1,7% evangélikusnak, 1,7% ortodoxnak, 3,6% mohamedánnak, 3,6% pedig felekezeten kívülinek vallotta magát. Ugyanekkor a nagyobb nemzetiségi csoportokat a német (95,4%) mellett a szerbek (1,7%), a törökök (1,1%) és a horvátok (1%) alkották.
A lakosság számának változása:

| 2016 | 973   |
| 2018 | 1 042 |

## Látnivalók
- a Szt. Péter-plébániatemplom eredeti gótikus épületét 1902–1906 között nagyrészt neogótikus stílusban átépítették
- a Thalleidl-kápolna

## Fordítás
- Ez a szócikk részben vagy egészben  a   Moosbach (Oberösterreich) című német Wikipédia-szócikk ezen változatának fordításán alapul.  Az eredeti cikk szerkesztőit annak laptörténete sorolja fel. Ez a jelzés csupán a megfogalmazás eredetét és a szerzői jogokat jelzi, nem szolgál a cikkben szereplő információk forrásmegjelöléseként.